# Ramanavіtjy (Mahiljoŭ voblast)
Ramanavіtjy (belarusiska: Раманавічы), även Romanovitji (ryska: Романовичи) är en agropolis i Belarus, som ligger i Mahiljoŭ rajon i Mahiljoŭs voblast, i den nordöstra delen av landet, 200 km öster om huvudstaden Minsk. Antalet invånare är 1 341.

## Natur
Terrängen runt Ramanavitjy är platt. Trakten är tätbefolkad. Närmaste större samhälle är Mahiljoŭ, 15,2 km väster om Ramanavitjy.